# Resolutie 1227 Veiligheidsraad Verenigde Naties
Resolutie 1227 van de Veiligheidsraad van de Verenigde Naties werd unaniem door de VN-Veiligheidsraad aangenomen op 10 februari 1999. De resolutie eiste wederom dat het geweld tussen Ethiopië en Eritrea stopte en dat beiden hun grensgeschil op vreedzame wijze zouden oplossen.

## Achtergrond
Na de Tweede Wereldoorlog werd Eritrea bij Ethiopië gevoegd als een federatie. In 1962 maakte keizer Haile Selassie er een provincie van, waarop de Eritrese Onafhankelijkheidsoorlog begon. In 1991 bereikte Eritrea na een volksraadpleging die onafhankelijkheid. Er bleef echter onenigheid over een aantal grensplaatsen. In 1998 leidde een grensincident tot een oorlog waarbij tienduizenden omkwamen. Pas in 2000 werd een akkoord bereikt en een 25 kilometer brede veiligheidszone ingesteld die door de UNMEE-vredesmacht werd bewaakt. Een gezamenlijke grenscommissie wees onder meer de stad Badme toe aan Eritrea, maar jaren later werd het gebied nog steeds door Ethiopië bezet.

## Inhoud
De Veiligheidsraad:
- Bevestigt de resoluties 1177 en 1226.
- Bezorgd om het grensconflict en de hervatting van de vijandelijkheden.
- Herinnert aan het moratorium op luchtaanvallen.
- Benadrukt dat de situatie de vrede en veiligheid bedreigd.

1. Veroordeelt dat opnieuw geweld wordt gebruikt.
2. Eist dat de vijandelijkheden, en vooral de luchtaanvallen, onmiddellijk stoppen.
3. Eist dat een vreedzame oplossing wordt gezocht.
4. Benadrukt dat het raamakkoord van de Organisatie van Afrikaanse Eenheid hier als basis kan dienen.
5. Steunt de inspanningen van de OAE, de Speciale Gezant van secretaris-generaal Kofi Annan en betrokken lidstaten.
6. Roept Ethiopië en Eritrea op de veiligheid van de bevolking te verzekeren en de mensenrechten te respecteren.
7. Dringt er bij alle landen op aan Ethiopië en Eritrea geen wapens meer te verkopen.
8. Besluit actief op de hoogte te blijven.

## Verwante resoluties
- Resolutie 1177 Veiligheidsraad Verenigde Naties (1998)
- Resolutie 1226 Veiligheidsraad Verenigde Naties
- Resolutie 1297 Veiligheidsraad Verenigde Naties (2000)
- Resolutie 1298 Veiligheidsraad Verenigde Naties (2000)

Lijst ·  1220 ·  1221 ·  1222 ·  1223 ·  1224 ·  1225 ·  1226 ·  1227 ·  1228 ·  1229 ·  1230 ·  1231 ·  1232 ·  1233 ·  1234 ·  1235 ·  1236 ·  1237 ·  1238 ·  1239 ·  1240 ·  1241 ·  1242 ·  1243 ·  1244 ·  1245 ·  1246 ·  1247 ·  1248 ·  1249 ·  1250 ·  1251 ·  1252 ·  1253 ·  1254 ·  1255 ·  1256 ·  1257 ·  1258 ·  1259 ·  1260 ·  1261 ·  1262 ·  1263 ·  1264 ·  1265 ·  1266 ·  1267 ·  1268 ·  1269 ·  1270 ·  1271 ·  1272 ·  1273 ·  1274 ·  1275 ·  1276 ·  1277 ·  1278 ·  1279 ·  1280 ·  1281 ·  1282 ·  1283 ·  1284